# Carlos Alcídes González
Carlos Alcídes González (Seguí, Provincia de Entre Ríos, Argentina; 11 de noviembre de 1963) es un exfutbolista y actual director técnico argentino. Jugaba como mediocampista por derecha y su primer equipo fue Belgrano de Paraná. Su último club antes de retirarse fue Atlético Rafaela.
Como jugador sus logros más importantes fueron el campeonato de Primera División ganado con Cobreloa en 1992 y el ascenso a Primera División en 1989 con Unión de Santa Fe tras derrotar en las históricas finales al clásico rival Colón de Santa Fe.
Desde su retiro como futbolista en el 2000 trabaja en el cuerpo técnico de Gustavo Alfaro, siendo su ayudante de campo por más de 20 años.

## Clubes

### Como jugador
| Club                  | País      | Año       |
| --------------------- | --------- | --------- |
| Belgrano (Paraná)     | Argentina | 1986      |
| Unión de Santa Fe     | Argentina | 1987-1990 |
| Cobreloa              | Chile     | 1991-1992 |
| Deportes Iquique      | Chile     | 1993      |
| Atlético Rafaela      | Argentina | 1994-1995 |
| Huracán de Corrientes | Argentina | 1995-1997 |
| Atlético Rafaela      | Argentina | 1997-2000 |

### Como asistente técnico
| Club                        | País           | Año           |
| --------------------------- | -------------- | ------------- |
| Belgrano de Córdoba         | Argentina      | 2001          |
| Olimpo de Bahía Blanca      | Argentina      | 2001-2002     |
| Quilmes                     | Argentina      | 2003-2004     |
| San Lorenzo                 | Argentina      | 2005-2006     |
| Arsenal de Sarandí          | Argentina      | 2006-2008     |
| Rosario Central             | Argentina      | 2008-2009     |
| Al-Ahli                     | Arabia Saudita | 2009          |
| Arsenal de Sarandí          | Argentina      | 2010-2014     |
| Tigre                       | Argentina      | 2014-2015     |
| Gimnasia y Esgrima La Plata | Argentina      | 2016-2017     |
| Huracán                     | Argentina      | 2017-2018     |
| Boca Juniors                | Argentina      | 2019          |
| Selección de Ecuador        | Ecuador        | 2020-2022     |
| Selección de Costa Rica     | Costa Rica     | 2023-presente |

## Palmarés

### Campeonatos nacionales
| Título           | Club     | País  | Año  |
| ---------------- | -------- | ----- | ---- |
| Primera División | Cobreloa | Chile | 1992 |

### Otros logros
| Título                     | Club              | País      | Año  |
| -------------------------- | ----------------- | --------- | ---- |
| Ascenso a Primera División | Unión de Santa Fe | Argentina | 1989 |